# Maechidius longitarsus
Maechidius longitarsus är en skalbaggsart som beskrevs av Waterhouse 1875. Maechidius longitarsus ingår i släktet Maechidius och familjen Melolonthidae. Inga underarter finns listade i Catalogue of Life.